# Kattas Welt

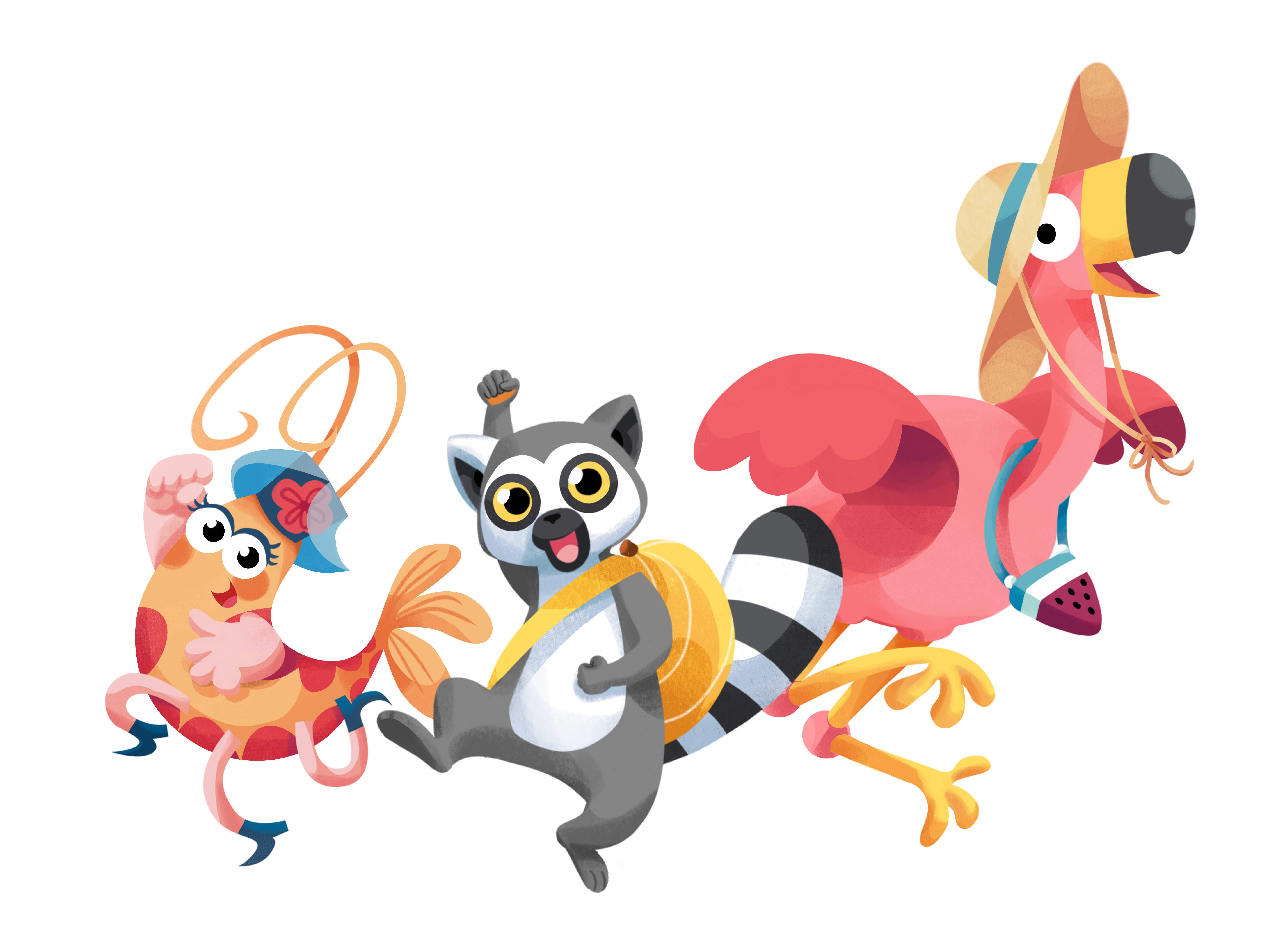
Halbaffe Katta und seine Freunde Adele Garnele und Ingo Flamingo

Kattas Welt ist eine 2016 gestarteten Buchreihe des Reiseveranstalters Schauinsland-Reisen für Vier- bis Elfjährige. In den illustrierten Büchern reisen der Halbaffe Katta sowie seine Freunde Ingo Flamingo und Adele Garnele um den Globus und lernen ferne Länder kennen.

## Geschichte
Der Halbaffe Katta tritt als Maskottchen des Duisburger Reiseveranstalters Schauinsland-Reisen in Erscheinung, um Angebote für Familien und Kinder zu vermarkten. Im Sommer 2016 erhielt das Maskottchen „Katta“ nicht nur ein neues Aussehen, sondern auch zwei Freunde: Ingo Flamingo und Adele Garnele.
Gleichzeitig erschien Band 1 der Buchreihe „Kattas Welt“, in dem Katta zu einer Weltreise aufbricht. Seither wurden über ein Dutzend illustrierte Geschichten verlegt. Katta und seine Freunde haben in ihnen unter anderem Mallorca, Bulgarien und Ägypten bereist.
Mit der angeschlossenen Webseite und dem Kindermusikalbum „Kattas Welt. Eine musikalische Reise mit Katta und seinen Freunden“ wurde auch ein cross-mediales Angebot eingerichtet.

## Charaktere
Im Mittelpunkt der Erzählungen von „Kattas Welt“ stehen der Halbaffe Katta und seine beiden tierischen Freunde Ingo Flamingo und Adele Garnele. Katta zeichnet sich besonders durch seine Abenteuerlust aus. Stillsitzen liegt ihm nicht. Ständig entdeckt er etwas Neues. Seine Heimat, die fiktive Insel Kattagaskar, hat er bisher jedoch noch nie verlassen. Dies ändert sich, als er die Bekanntschaft von Ingo Flamingo macht.
Ingo ist ein erfahrener Reisender, der all seine Ausflüge mit großer Vorsicht plant und nichts dem Zufall überlässt. Mit seiner spontanen Art bringt Katta Ingo Flamingos Pläne allerdings häufig durcheinander.
Komplettiert wird das Trio durch Adele Garnele. Es gibt kaum ein Land, das die gebürtige Spanierin noch nicht bereist hat. Deshalb hat Adele viele Geschichten zu erzählen, denen Katta und Ingo gerne lauschen.
In ihren Geschichten treffen die drei Freunde immer wieder auf landestypische Begleiter, die sie mit lokalen Sehenswürdigkeiten und Bräuchen vertraut machen.

## Bücher
Bisher erschienen zwölf Titel der Buchreihe „Kattas Welt“ – mit einer Gesamtauflage von rund 500.000 Exemplaren.
| Titel                       | Handlung | Erscheinungsjahr |
| --------------------------- | --- | ---------------- |
| Kattas erste Reise          | Katta lebt mit seiner Familie auf Kattagaskar, einer winzigen Insel inmitten des Ozeans. Die meisten Einwohner dort sind den ganzen Tag damit beschäftigt, sich zu sonnen und Bananen zu essen. Als Katta dies eines Tages zu langweilig wird, beschließt er auf eigene Faust, etwas Neues zu entdecken – und findet am Strand eine geheimnisvolle Holzkiste. Mit ihr beginnt seine erste Reise. | 2016             |
| Die Schatzsuche             | Katta und Ingo sind auf Mallorca gelandet. Während der Flamingo noch ihren Schlafplatz sichert, geht der neugierige Katta bereits auf Erkundungstour und stößt prompt auf eine Schatzkarte. „Die muss bestimmt einem Piraten gehört haben“, glauben die Freunde und gehen sogleich auf Schatzsuche. Dabei führt sie ihr Weg auch auf die sagenumwobene Dracheninsel. | 2016             |
| Das geheimnisvolle Leuchten | Nach einer langen Fahrradfahrt entlang der niederländischen Nordseeküste, entdecken Katta und Ingo in der Dunkelheit ein geheimnisvolles Leuchten, das sie natürlich umgehend erkunden müssen. Dabei werden sie von der Flut überrascht und können sich gerade noch so auf eine kleine Insel retten. | 2016             |
| Der Bananensäbel            | Nachdem Katta und Ingo am Goldstrand in Bulgarien übernachtet haben, werden sie am Morgen durch echte Piraten geweckt, die einen Schatz zu ihrem Schiff schleppen. Zufällig ist auch Adele an Bord. Sie lädt ihre Freunde dazu ein, mit in See zu stechen und die Beute in ein sicheres Versteck zu bringen. Doch vorher machen sie mit den Piraten noch einen Abstecher in die Steinwüste, wo es einen echten Königsthron geben soll. | 2016             |
| Das Geheimnis der Mumie     | Katta, Ingo und Adele sind in Ägypten unterwegs. Nach einem lustigen Ausflug auf dem Nil möchten sie die spannenden Pyramiden besuchen – kommen hier aber leider erst an, als die Besuchszeit schon zu Ende ist. Doch natürlich geben die drei Freunde nicht so schnell auf – und entdecken kurzerhand einen Geheimgang zwischen den Beinen der Sphinx, der sie direkt ins Innere der größten Pyramide führt. | 2017             |
| Die bunte Tierparty         | Eines Morgens werden Katta, Ingo und Adele von der VogelPost überrascht: Otto Oktopus hat ihnen eine Einladung zur Tierparty im Duisburger Zoo geschickt. Da lassen sich die Freunde natürlich nicht zwei Mal bitten und machen sich sofort auf den Weg in die Tierstadt, wo sich die Tiere bereits emsig auf den großen Tag vorbereiten. | 2017             |
| Die griechischen Spiele     | Katta, Ingo und Adele besichtigen die Tempelruinen des antiken Olympia in Griechenland, wo früher zu Ehren des Gottes Zeus Sportwettkämpfe stattfanden. Plötzlich knistert es verdächtig hinter einem alten Säulenbogen. Zögerlich treten Ingo und Katta durch den Bogen hindurch, als die beiden auf einmal durch einen Zeitstrudel in die Vergangenheit wirbeln. | 2017             |
| Das Schloss aus Sand        | Katta möchte sich am Strand eine Sandburg bauen – doch die geht leider immer wieder kaputt. Weil Ingo daran nicht ganz unschuldig ist, verspricht er Katta dabei zu helfen, die aller-allergrößte Sandburg der Welt zu bauen. Schnell rufen sie über das Muscheltelefon auch noch ihren Freund Otto Oktopus zur Hilfe, der gleich eine ganze Schar an Tieren mitbringt. Mit vereinten Kräften gelingt es ihnen, ein tolles Sandschloss zu errichten – bis Edgar Elefant Sandkrümelchen in seinen Rüssel bekommt.                                                                                             | 2017             |
| Der erste Schnee            | Katta, Ingo und Adele reisen in die Berge nach Österreich, wo Katta zum allerersten Mal in seinem Leben Schnee sieht. Zwar ist ihm das am Anfang ein bisschen zu kalt, doch schon bald merkt er, wie viel Spaß man im Schnee haben kann. Gemeinsam mit seinen Freunden erlebt er einen tollen Wintertag – und lernt mit der Ziege Alma Vonderalm auch noch eine lustige neue Freundin kennen. | 2017             |
| O Bananenbaum!              | In ein paar Tagen ist Weihnachten – und Ingo und Adele stecken mitten in den Vorbereitungen. Wie jedes Jahr besorgen und schmücken sie einen Tannenbaum, verpacken Geschenke und backen leckere Kekse. Nur Katta kann die ganze Aufregung nicht so richtig verstehen – schließlich ist es sein allererstes Weihnachtsfest. Doch natürlich möchte auch er mitmachen. | 2017             |
| Die Minidisco               | Katta und Ingo haben es sich auf Kattagaskar schon gemütlich gemacht – und möchten bald schlafen gehen. Auf einmal spaziert ein Krebs vorbei, der stolz eine CD vor sich herträgt – und schnurstracks in Richtung Dschungel eilt. Neugierig wie die beiden sind, folgen sie dem Krebs und stehen plötzlich mitten auf einer Discoparty. Alle Tiere von Kattagaskar sind hier und schwingen ihre Tanzbeine. Auch Katta entwickelt natürlich sofort sein eigenes Tänzchen – das den anderen so gut gefällt, dass sie gleich mitmachen… „KUTCHIÄ, KUTCHIO!!! Die Hände in die Höh’ und wir wackeln mit dem Po…“ | 2017             |
| Karneval auf Kattagaskar    | Katta freut sich riesig! Denn heute erlebt er seinen allerersten Karneval. Aber oje! Plötzlich merken Katta und Ingo, dass alle Bananen verschwunden sind. Und dann huscht auch noch eine riesige Banane an ihnen vorbei und verschwindet einfach im dichten Dschungel. | 2018             |
| Die Dschungelparty          | Katta und Ingo haben sich am Strand der Dominikanischen Republik mit Adele verabredet. Doch leider ist von der kleinen Garnele weit und breit nichts zu sehen – sodass sich die beiden im schattigen Palmenwald auf die Suche machen. Plötzlich taucht im gespenstischen Schein der Lampe eine bunte Maske aus einem Gebüsch hervor. | 2018             |

Eine gleichnamige Webseite baut auf den Geschichten auf. Sie bietet altersgerecht aufbereitete Länderinformationen, Berufsbeschreibungen sowie Wissenstests und Bastelmaterialien.

## Musikalbum
Am 19. Januar 2018 erschien das Kindermusikalbum „Kattas Welt. Eine musikalische Reise mit Katta und seinen Freunden.“ In der Folgewoche stieg die CD auf Platz 29 in die deutschen Album-Charts ein. Vorübergehend konnte es sogar Platz 1 der Kinder-Charts erobern. Die 13 Songs der CD entstanden in Zusammenarbeit mit dem deutschen Schlagersänger Markus Becker und der Sängerin und Musicaldarstellerin Judith Lefeber.
Der Titel „Kutchiä, Kutchio“ wurde vorab als Singleauskopplung veröffentlicht und erhielt ein animiertes Musikvideo, in dem Katta und seine Freunde die Hauptrolle spielen.
Die Musik aus dem Chartalbum bildet darüber hinaus die Grundlage für das Kindermusical „Katta – Die Reise zur leuchtenden Banane“, das im Juli 2018 im Duisburger Theater am Marientor uraufgeführt wurde. In der Bühnenshow reisen Katta und seine Freunde zur „leuchtenden Banane“ am Himmelszelt. Dabei werden die Charaktere durch die Akrobatikgruppe „Die Fliegenden Homberger“ sowie verschiedene Sprecher zum Leben erweckt. Unter anderem leiht Fußballexperte Reiner Calmund seine Stimme.